# 街基街道
街基街道，是中华人民共和国辽宁省阜新市新邱区下辖的一个乡镇级行政单位。

## 行政区划
街基街道下辖以下地区：
即兴隆社区、汇丰社区、文慧社区、中兴社区、中艺社区、中盛社区。